# Weißer Oleander (1946)
Weißer Oleander (Originaltitel: Dragonwyck) ist ein US-amerikanisches Melodram in schwarz-weiß aus dem Jahr 1946. Regie führte Joseph L. Mankiewicz, der auch das Drehbuch nach dem Roman Schloss Drachenfels von Anya Seton schrieb. Die Hauptrollen spielten Gene Tierney, Walter Huston und Vincent Price.

## Handlung
Nicholas van Ryn, ein reicher Großgrundbesitzer, lädt 1844 eine der Töchter seiner armen Halbcousine Abigail Wells für längere Zeit in sein Gutshaus Dragonwyck im Tal des Hudson River ein. Sie soll dort als Gesellschafterin seiner achtjährigen Tochter Katrine leben. Während ihre Schwester Tabitha keinerlei Interesse zeigt, ist Miranda Wells von dieser Idee begeistert und kann ihrem zögernden Vater, Ephraim Wells, die Erlaubnis dazu abringen. Bei einem Treffen ist der strenggläubige Ephraim überrascht, wie jung Nicholas noch ist. Auch missbilligt er dessen Reichtum und das Pachtsystem, von dem er lebt. Trotzdem reisen Miranda und Nicholas weiter nach Dragonwyck. Miranda gefällt das Haus sehr, sie bemerkt aber, dass Nicholas, seine Frau Johanna und Katrine sehr distanziert voneinander leben. Ihr fällt auch ein Porträt von Nicholas’ Urgroßmutter Azilde auf. Diese soll nach ihrem frühen Tod die van Ryns verflucht haben und nun im Haus spuken, wenn etwas Schreckliches geschieht. Dies können allerdings nur ihre Nachfahren, also Nicholas und Katrine, wahrnehmen. An dem Feiertag, an dem Nicholas’ Bauern traditionell ihre Pacht bezahlen, lernt Miranda den jungen Arzt Jeff Turner kennen. Außerdem wird sie Zeugin, wie Klaas Bleeker, einer der Pächter, sich gegen das Pachtsystem auflehnt und die Zahlung verweigert. Die Situation eskaliert; Jeff Turner kann Bleeker gerade noch davon abhalten, Nicholas mit einem Messer anzugreifen. Ein paar Tage später kommt Jeff nach Dragonwyck und bittet Nicholas, sich dafür einzusetzen, dass Bleeker, der mittlerweile wegen Mord angeklagt ist, einen fairen Prozess bekommt. Nicholas stimmt nach kurzem Nachdenken zu. Dafür soll Jeff die krank im Bett liegende Johanna untersuchen. Jeff kann keine Krankheit diagnostizieren, verordnet ihr aber weitere Bettruhe. Trotzdem ist Johanna gut gelaunt, weil ihr Ehemann ihr Blumen ans Bett stellen hat lassen, noch dazu Oleander, den er selbst sehr mag. Wegen eines Sturmes übernachtet Jeff in Dragonwyck. In der Nacht wird er zu Johanna gerufen, die unter starken Schmerzen leidet. Als er bei ihr ankommt, kann er aber nur noch ihren Tod feststellen. Noch in der gleichen Nacht erzählt Nicholas Miranda von seiner Ehe und klagt, dass seine Frau nach der Geburt Katrines keine Kinder mehr bekommen konnte. Daher sei ihm sein Sohn und Stammhalter vorenthalten worden. Jetzt sehe er aber wieder Hoffnung, solange Miranda bei ihm bleibe. Diese beschließt daraufhin, zu ihrer Familie nach Greenwich, Connecticut, zurückzukehren. Auf der Heimfahrt wird ihre Kutsche von Jeff angehalten, der fragt, ob er sie dort besuchen dürfe, vielleicht schon in der nächsten Woche.
Wenige Wochen später kommt Nicholas nach Greenwich und hält um Mirandas Hand an. Ihre Eltern haben beide ernsthafte Bedenken, geben schließlich aber ihren Segen. Zurück in Dragonwyck, erwartet Miranda mit ihrer neuen Zofe, der gehbehinderten Peggy O’Malley, auf die Rückkehr ihres verreisten Mannes. Dieser ist angewidert von Peggy, er sagt, er verachte „Krüppel“. Als Miranda sagt, Peggy zu unterstützen, sei ihre Pflicht als Christin, entgegnet Nicholas, er glaube nicht an Gott, sondern nur an sich selbst. Schockiert darüber zieht sich Miranda zurück. Verärgert folgt Nicholas ihr, beruhigt sich aber, als Miranda ihm mitteilt, sie sei schwanger. Danach akzeptiert Nicholas auch Peggy als Mirandas Zofe.
Für die Geburt engagiert Nicholas Dr. Brown, einen renommierten Arzt, verunsichert diesen aber mit seiner aufdringlichen Nervosität. Daher holt Nicholas kurz vor der Geburt Jeff aus einem Gasthaus und ignoriert dabei völlig, dass er dort gerade von seinen Bauern karikiert wird. Nichts dürfe seinem Sohn passieren. Miranda bringt einen Sohn zur Welt, der allerdings wegen eines Problems mit dem Herz nicht lange leben wird. Nicholas will das nicht akzeptieren, als Jeff es ihm erklärt. Der Junge stirbt direkt im Anschluss einer von Miranda veranlassten Nottaufe. Nicholas wendet sich umgehend ab, sodass Peggy ihn bittet, Miranda nun nicht allein zu lassen. Doch er antwortet nur, dass er nicht begreifen könne, warum Peggy mit ihrer Behinderung leben dürfe, sein Sohn aber nicht.
Nicholas ist nun oft verreist und zieht sich ansonsten in ein Zimmer zurück, das niemand sonst betreten darf. Eines Tages folgt ihm Miranda dorthin und stellt ihn zur Rede. Er sagt ihr, er sei drogensüchtig, weil er einen inneren Drang bekämpfen müsse. Sie antwortet, er verstecke sich nur. Sie will ihn weiterhin lieben, er lehnt das aber ab. Kurze Zeit später sucht Peggy Jeff auf. Sie sagt ihm, sie fürchte um Miranda und bittet ihn, sie aus dem Haus zu retten. Dabei erwähnt sie auch, dass Nicholas eine seltsame Pflanze ihn Mirandas Zimmer gestellt habe. Das bringt Jeff dazu, sofort aufzubrechen. In der Zwischenzeit sucht Nicholas Miranda in ihrem Zimmer auf. Als diese sich erinnert, dass dies der Ort war, an dem Johanna starb, hört Nicholas Azilde singen und verlässt das Zimmer fluchtartig. Als er sich wieder etwas beruhigt hat, trifft er auf Jeff. Dieser meint, er habe mittlerweile etwas über Pflanzen gelernt und sich schlau gemacht, und verdächtige Nicholas nun, Johanna mit Oleander vergiftet zu haben. Miranda, die alles mitbekommen hat, will das nicht glauben, doch Nicholas greift Jeff an und versucht, ihn zu erwürgen. Nach einem kurzen Kampf schlägt Jeff Nicholas nieder und verlässt mit Peggy und Miranda das Haus. Als Nicholas wieder zu sich kommt, geht er zu seinem „Thron“, auf dem er immer die Pacht kassiert hat. Dort phantasiert er, wie er es seinen Bauern zeigt, und wie er Jeff mit einer Pistole, die er aus seiner Jacke zieht, erschießt. Kurz darauf kommt Bürgermeister Curtis, um Nicholas zu verhaften. Mit ihm kommen Jeff, Miranda, Peggy und einige von Nicholas Bauern. Nicholas weigert sich, mitzukommen. Als Miranda und Jeff auf ihn einreden, versucht er, auf Jeff zu schießen, wird aber vorher selbst erschossen. Miranda erkennt, dass Dragonwyck nie ihr Zuhause war und will zurück nach Greenwich. Doch sie ermuntert Jeff, sie dort zu besuchen, und wählt dazu Jeffs Worte von ihrer Abreise nach Johannas Tod.

## Hintergrund

### Geschichtlicher Hintergrund
Der geschichtliche Hintergrund des Films ist das feudale System, das die Nachkommen der ersten, aus den Niederlanden kommenden, Siedler im Hudson Valley etabliert hatten, und das etwa zu der Zeit, in der der Film spielt, durch den Anti-Rent War beendet wurde.

### Regie, Produktion und Buch
In den 1940er Jahren begann 20th Century Fox, sich die Rechte noch nicht oder nur teilweise veröffentlichter Stoffe zu sichern. In ihrer Zeitschrift The New Dynamo wurde dies als Unterstützung und Ermunterung junger Autoren dargestellt. Die ersten beiden Werke, die diese Praxis betraf, waren die Romane Centennial Summer (1946 verfilmt) und Anya Setons Schloss Drachenfels. Schloss Drachenfels wurde von August bis Dezember 1943 im Ladies Home Journal veröffentlicht. In dieser Zeit sicherte sich Darryl F. Zanuck die Rechte und übergab das Material an Joseph L. Mankiewicz. Dieser sollte die Tauglichkeit des Materials für einen Film beurteilen. Zwar war Mankiewicz nicht gerade davon begeistert, er musste aber gute Aussichten für einen Film einräumen. Zunächst sollte Ernst Lubitsch die Regie übernehmen. Dieser musste aber aus gesundheitlichen Gründen verzichten und übergab die Regie an Mankiewicz, für den Weißer Oleander der erste Film als Regisseur war. Lubitsch fungierte daraufhin als Produzent. Als Zanuck allerdings entschied, eine für Lubitsch wichtige Szene, in der Nicholas van Ryn die Wissenschaften heftig attackiert, aus dem Film zu schneiden, bat Lubitsch, im Film nicht genannt zu werden. Daher war Weißer Oleander einer der wenigen Filme dieser Zeit, in dem kein Produzent genannt wird.
Weißer Oleander sollte ursprünglich in Technicolor gedreht werden, doch entschloss man sich später, den Film in schwarz-weiß zu drehen. Diese Entscheidung wurde kritisiert.

### Besetzung und technischer Stab
Für die Rolle des Nicholas van Ryn war anfangs Gregory Peck vorgesehen. Als er ablehnte, war Laird Cregar im Gespräch, doch der starb vor Drehbeginn. Schließlich ging die Rolle an Vincent Price. Wie Victoria Price in ihrer Biografie Vincent Price: A Daughter’s Biography schrieb, musste er um die Rolle kämpfen, da sie nicht seinem damaligen Image entsprach. Auch die Besetzung der Rolle des Dr. Jeff Turner erwies sich als nicht ganz einfach zu besetzen. Zuerst sollte John Hodiak die Rolle spielen, dann wurden nacheinander Michael Francis und William Eythe verpflichtet, bevor sie schließlich mit Glenn Langan besetzt wurde. Für Vivienne Osborne war Weißer Oleander der letzte Film ihrer Karriere.
Für die Kostüme in Weißer Oleander war René Hubert verantwortlich, für das Szenenbild Lyle R. Wheeler und J. Russell Spencer sowie Thomas Little.

### Zensur
Das Breen Office zur Durchsetzung des Hays Codes beeinflusste das Drehbuch des Films. So lehnte es den geplanten Feuertod Nicholas van Ryns in seinem brennenden Haus ab, um den Eindruck zu vermeiden, dass er seiner gerechten Strafe durch Selbstmord entgangen sei. Auch durfte nicht gesagt werden, dass er Zuflucht im Opium suche. Schließlich durfte Oleander wegen seiner weiten Verbreitung in den USA nicht offen als Mordwaffe dargestellt werden.

### Dreharbeiten
Gedreht wurde Weißer Oleander von Mitte Februar bis Anfang Mai 1945, unter anderem im kalifornischen Sherwood Forest.

### Synchronisation
Bei der Synchronisation von Weißer Oleander sprachen:
| Rolle            | Schauspieler     | Synchronsprecher |
| ---------------- | ---------------- | ---------------- |
| Miranda Wells    | Gene Tierney     | Bettina Schön    |
| Ephraim Wells    | Walter Huston    | Konrad Wagner    |
| Nicholas van Ryn | Vincent Price    | O. E. Hasse      |
| Dr. Jeff Turner  | Glenn Langan     | Wilhelm Borchert |
| Abigail Wells    | Anne Revere      | Berta Drews      |
| Magda            | Spring Byington  | Agnes Windeck    |
| Johanna van Ryn  | Vivienne Osborne | Alice Treff      |

### Erstaufführung
Weißer Oleander wurde am 10. April 1946 in New York City uraufgeführt. Der Film wurde von 20th Century Fox vertrieben. Die deutsche Erstaufführung war am 8. April 1952.

## Rezeption

### Kritiken
Weißer Oleander erhielt zumeist zweischneidige Kritiken. Die Produktion im Allgemeinen wird gelobt, wie auch Kostüme und Ausstattung. Zudem sei die Atmosphäre der Zeit gut getroffen worden. Dennoch hat jeder etwas einzuwenden. So schien dem Rezensenten der Variety der Film zu künstlich. Die Kritik in Harrison’s Reports fand dagegen, der Film sei wegen seiner psychologischen Ausrichtung möglicherweise für Intellektuelle interessant, für den normalen Kinobesucher aber zu langsam und deprimierend. Auch das Lexikon des internationalen Films findet den Film etwas langatmig und zudem „psychologisch schwach“. Craig Butler warf in seiner Kritik für Allmovie dem Regisseur und Drehbuchautor Joseph L. Mankiewicz vor, er habe zu viele historische und soziale Details in den Film genommen, was dessen Wirkung beeinträchtigt habe. John M. Miller hält dem entgegen, dass Mankiewicz damit ein geschickter Balanceakt gelungen sei. Dennis Schwartz kritisierte, dass der Film vorhersehbar sei und Charme vermissen lasse, zumindest nachdem Nicholas van Ryn sich als verwirrter Drogenabhängender herausgestellt habe. Bosley Crowther konzentrierte sich in seiner Kritik für die New York Times auf die Blaubart-Geschichte. Wäre die Geschichte nicht an den Hudson River verschoben worden, könnte man meinen, es handele sich um eine Verfilmung der Histoires ou contes du temps passé, avec des moralités von Charles Perrault. Allerdings sei dies die pompöseste und offensichtlichste Wiederholung dieser Geschichte, die er je gesehen habe.
Außerdem, so Bosley Crowther, sei es Mankiewicz nicht gelungen, die Spannung und die Überraschung der Geschichte auf die Leinwand zu bringen. Es sei zu viel Dialog im Script und die Geschichte komme zu langsam voran. Trotzdem werden die Motive der Figuren kaum erklärt und auch die skizzenhafte Andeutung des Konflikts zwischen dem Landbesitzer und seiner Pächter werde schnell fallen gelassen. Auch Dennis Schwartz findet, dass die Leistung Mankiewiczs weit von seinen besten entfernt sei, Derek Winnert spricht dagegen von einem Skript von hoher Qualität.
Die schauspielerischen Leistungen werden teilweise unterschiedlich bewertet. Gene Tierney sei dekorativ und wirke sympathisch, wenn auch nicht immer. Sie sei glaubwürdig, entwickle ihre Figur aber auch nicht mehr als es das magere Script tue. Vincent Price wird dagegen fast durchgehend gelobt. Er sei eindrucksvoll und bestimme damit generell „die Zielrichtung des Films“. Seine diabolische Darstellung gehöre zu den Höhepunkten des Films und liefere die Klasse, die diese Art von Film verlange. Es sei seine bis dahin beste Rolle gewesen und er hole alles heraus. Diese Rolle half bei der Entwicklung der Persona, die zu seinem Markenzeichen wurde. Walter Huston bringe seine Rolle am glaubwürdigsten und rage damit heraus. Er wird auch sonst lobend erwähnt, wie auch Anne Revere, Greg Langan, Connie Marshall und Jessica Tandy.

### Einspielergebnis
Weißer Oleander spielte 1946 drei Millionen Dollar ein und wurde von Variety auf Platz 37 der an der Kinokasse erfolgreichsten Filme des Jahres 1946 geführt. Die Kosten des Films wurden auf 1,9 Millionen Dollar geschätzt.

### Folgen
Gene Tierney und Vincent Price übernahmen ihre Rollen am 7. Oktober 1946 für die Radioaufführung des Films in der 540. Folge des Lux Radio Theater. Am 20. Januar 1947 sprachen Vincent Price und Glenn Langan ihre Rollen im Screen Guild Theater bei einer weiteren Radioaufführung. Die Miranda wurde von Teresa Wright gesprochen.
Vincent Price bezeichnete seine Rolle in Weißer Oleander in einem Interview als eine der wichtigsten, die er je hatte. Diese Rolle half, die heute bekannte Persona von Vincent Price zu definieren.